# Долинное (Западно-Казахстанская область)
Доли́нное (каз. Долинное) — село в Теректинском районе Западно-Казахстанской области Казахстана. Административный центр Долинского сельского округа. Находится примерно в 13 км к востоку-северо-востоку (ENE) от села Фёдоровка, административного центра района, на высоте 81 метра над уровнем моря. Код КАТО — 276245100.

## Население
В 1999 году численность населения села составляла 999 человек (487 мужчин и 512 женщин). По данным переписи 2009 года, в селе проживало 935 человек (445 мужчин и 490 женщин).